# ويليام موديبو
ويليام موديبو (بالفرنسية: William Modibo)‏ هو لاعب كرة قدم كاميروني في مركز الدفاع، ولد في 18 مايو 1979 في نغاونديري في الكاميرون. لعب مع نادي أروكا ونادي السالمية ونادي بكين سينوبو غوان ونادي تونديلا ونادي جل فيسنتي ونادي ديبورتيفو داس أيفيس.

## وصلات خارجية
- ويليام موديبو على موقع قاعدة بيانات كرة القدم.إي يو (الإنجليزية)
- ويليام موديبو على موقع Soccerway.com (الإنجليزية)